# Callitriche glareosa
Callitriche glareosa är en grobladsväxtart som beskrevs av Lansdown. Callitriche glareosa ingår i släktet lånkar, och familjen grobladsväxter. Inga underarter finns listade i Catalogue of Life.